# Trams in Limburg
Van 1888 tot 1950 reden er trams in de Nederlandse provincie Limburg.

## Paardentrams

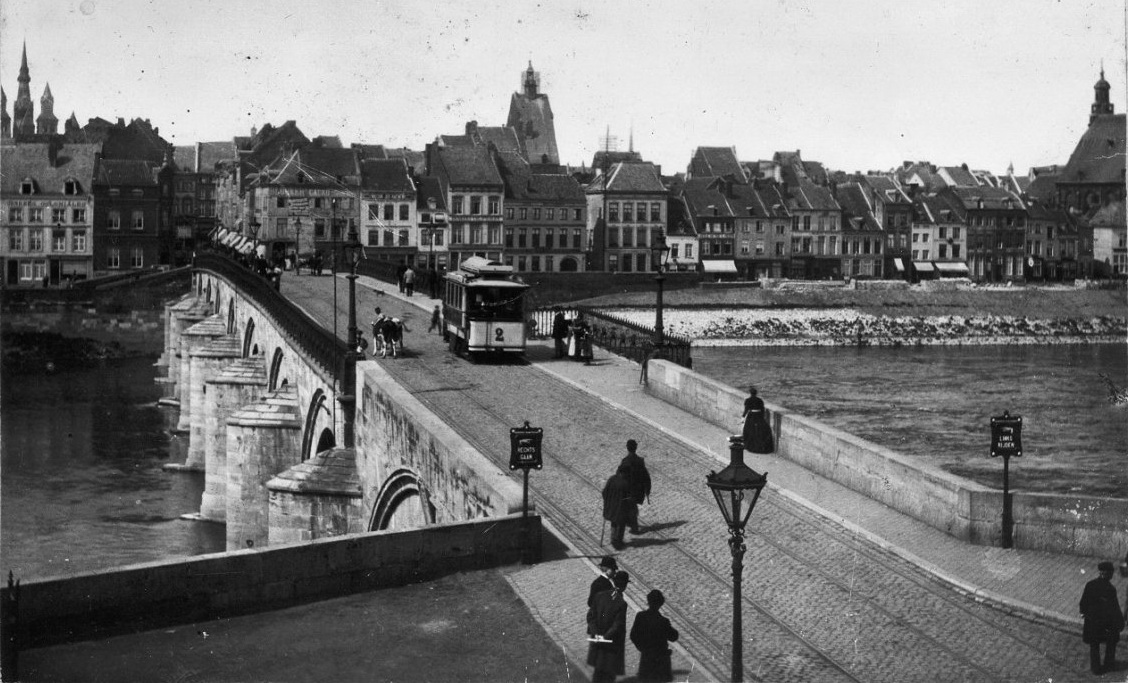
Tram op de Sint Servaasbrug over de Maas te Maastricht; circa 1900.

De eerste paardentram in Limburg reed vanaf 21 mei 1888 op de tramlijn Venlo - Tegelen - Steyl (VTS). De lijn had een lengte van 6,3 km en een spoorwijdte van 750 mm. Vanaf 9 november 1910 was er motortractie. De lijn was tot januari 1918 in gebruik.
De tweede lijn met paardentrams was de tramlijn Aken - Vaals. Op 8 november 1889 reed de eerste tram naar Vaals op een normaalsporige lijn van vier kilometer lengte. Zes jaar later werd de lijn omgezet in meterspoor en geëlektrificeerd.

### Maastricht
Maastricht kende tussen 1896 en 1914 een stadstram op normaalspoor. De eerste jaren werd de exploitatie uitgevoerd met mototrams, van 1903 tot 1914 met paardentrams. Door de Eerste Wereldoorlog werd de exploitatie gestaakt.

### Venray
De Gemeentetram Venray (GTV) opende in 1909 een paardentramlijn met een spoorwijdte van 1067 mm (kaapspoor) met een lengte van 4,0 km. De lijn werd opgeheven op 1 juli 1926. Als gesloten rijtuigen 1, 2, 3 en 4 waren voormalige trams van de Utrechtsche Tram-Maatschappij in gebruik. Twee open rijtuigen met nummer 5 en 6 kwamen ook uit Utrecht.

## Stoom- en motortrams
In de Gemeente Maastricht (GM) reden vanaf 13 januari 1894 drie stoomtramlijnen richting de Belgische grens. Dit betrof de lijnen Maastricht – grens – richting Kanne, Maastricht – grens – richting Smeermaas en Maastricht – grens – richting Vroenhoven met een totale lengte van 9,4 km. Dit waren doorgaande lijnen, respectievelijk in de richtingen Glaaien, Maaseik en Tongeren met een spoorwijdte van 1.000 mm (meterspoor). Zij werden aanvankelijk geëxploiteerd door de LS en vanaf 1922 door de NMVB. Deze diensten werden op Nederlands grondgebied opgeheven op 17 juli 1943.
In de Gemeenten Weert en Stramproy (GWS) reed vanaf 18 januari 1910 een stoomtramlijn die Weert via Stramproy verbond met de grens van België en vandaar verderging naar Maaseik. De lijn had op Nederlands grondgebied een lengte van 8,7 km. Vanaf 1925 werd de exploitatie uitgevoerd door de NMVB. De lijn werd opgeheven op 23 juli 1934.

### Venlo – Maasbree – Helden
De op 11 november 1909 opgerichte Stoomtramweg-Maatschappij Venlo – Maasbree – Helden (VMH) opende op 26 maart 1912 een metersporige stoomtramlijn met een lengte van 20,2 km tussen Venlo Maasbrug en Beringen. De lijn werd per 1 januari 1923 overgenomen door de LTM en op 1 mei 1929 door de MBS. Als gevolg van gevechtshandelingen in de Tweede Wereldoorlog werd de dienst gestaakt per 5 september 1944 en na de oorlog niet meer hervat.

### Maas-Buurtspoorweg
De Maas-Buurtspoorweg (MBS) werd opgericht te Gennep op 28 december 1911 en opende op 2 juni 1913 de metersporige stoomtramlijn Nijmegen – Venlo, met een lengte van 63,6 km. Vanaf 15 mei 1934 werd de stoomtractie gedeeltelijk vervangen door motortrams. Na overname van de VMH in 1929 werden in Venlo per 1 maart 1930 de beide tramlijnen met elkaar verbonden, zodat een doorgaande lijn met een lengte van 84,0 km ontstond. Als gevolg van gevechtshandelingen in de Tweede Wereldoorlog werd de dienst gestaakt per 17 september 1944 en na de oorlog niet meer hervat.

### Centrale Limburgsche Spoorweg
De Centrale Limburgsche Spoorweg (Stoomtramweg) Maatschappij (CLS) werd op 28 augustus 1912 opgericht te Roermond. Op 18 juni 1915 begon de dienst op de metersporige stoomtramlijnen Roermond – Ittervoort grens (doorgaande lijn naar Maaseik). In 1915-1916 opende de lijn Roermond – Sint Odiliënberg – Vlodrop en in 1918-1919 Horn – Roggel – Meijel, in 1921 verlengd naar Deurne. De lijnen hadden een totale lengte van 72 km. Op 15 februari 1921 werd de CLS overgenomen door de LTM.
- Zie verder het artikel over de Tramlijn Roermond - Vlodrop, Tramlijn Roermond - Maaseik en Tramlijn Roermond - Deurne.

### Limburgsche Electrische Spoorweg Maatschappij
De Limburgsche Electrische Spoorweg Maatschappij (LESM) werd op 9 februari 1916 opgericht te Heerlen. Vanaf 1 mei 1918 exploiteerde deze voor de Staatsmijnen de normaalsporige stoomtramlijn Heerlen – Hoensbroek, met een lengte van 5,5 km. Per 1 juni 1922 werd deze lijn overgenomen door de LTM.

## Limburgsche Tramweg-Maatschappij

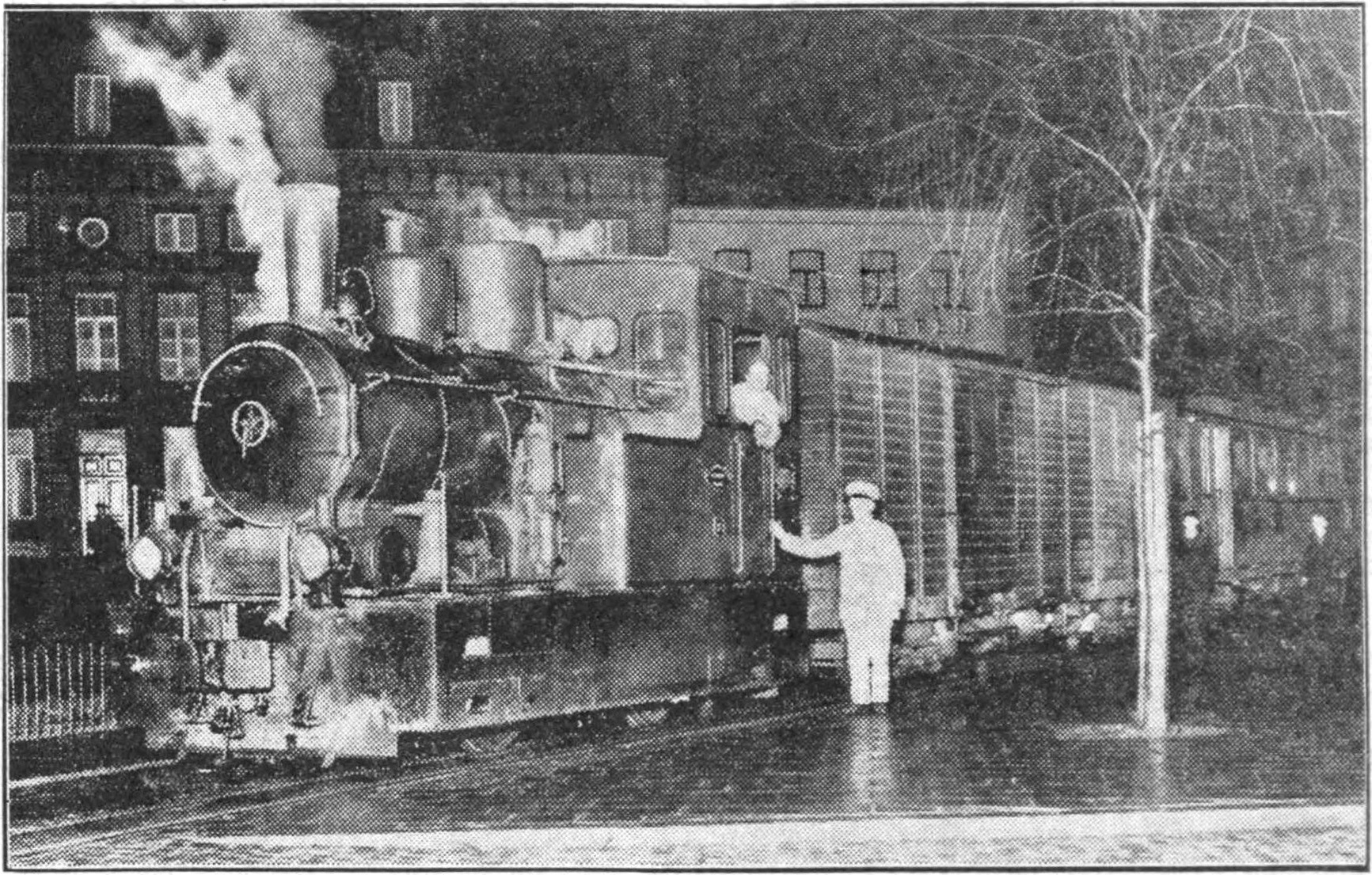
De laatste tram Roermond – Ittervoort reed op 21 januari 1935.

De Limburgsche Tramweg-Maatschappij (LTM) werd op 14 februari 1921 opgericht te Roermond.

### Meterspoor
Per 15 februari 1921 werden van de CLS de metersporige stoomtramlijnen Roermond – Ittervoort grens, Horn – Deurne en Roermond – Vlodrop overgenomen. Deze tramlijnen werden opgeheven in 1932-1935.
Per 1 januari 1923 werd de VMH met de stoomtramlijn Venlo – Beringe overgenomen, waarna de MBS deze per 1 maart 1929 overnam.

### Normaalspoor
De LTM legde zelf ook normaalsporige stoomtramlijnen en elektrische tramlijnen aan. Op 30 november 1922 werden de stoomtramlijnen Roermond – Roosteren grens en Echt Dorp – Station geopend. Op 18 mei 1923 werd de dienst in Roermond verlengd van de Kapellerlaan naar de Godsweerdersingel. Vanaf 1923 was er ook motortractie.
Op 15 mei 1924 werd de lijn Roosteren – Grevenbicht geopend, op 5 juli 1929 Halte Stevensweert – Maasbracht haven (alleen goederenvervoer) en op 15 juli 1931 Buchten – Sittard.
Zo ontstond de lijn Roermond – Echt – Born – Sittard met de zijlijnen naar Maasbracht haven, Echt Station, Roosteren en Grevenbicht met een totale lengte van 92 km. In 1933 werd het gedeelte tussen Sittard en Buchten aan de Staatsspoorwegen verkocht. Deze maatschappij bouwde dit stuk tramlijn om tot de spoorlijn Sittard - Born om steenkool aan te voeren naar de NS-Overslaghaven aan het Julianakanaal in Born. Deze goederenspoorlijn loopt nog steeds door het centrum van Limbricht en Born als overblijfsel aan de begintijd als tramlijn. Het personenvervoer op de rest van de tramlijn werd gestaakt op 3 mei 1937, waarna op 19 december 1937 de gehele opheffing volgde.

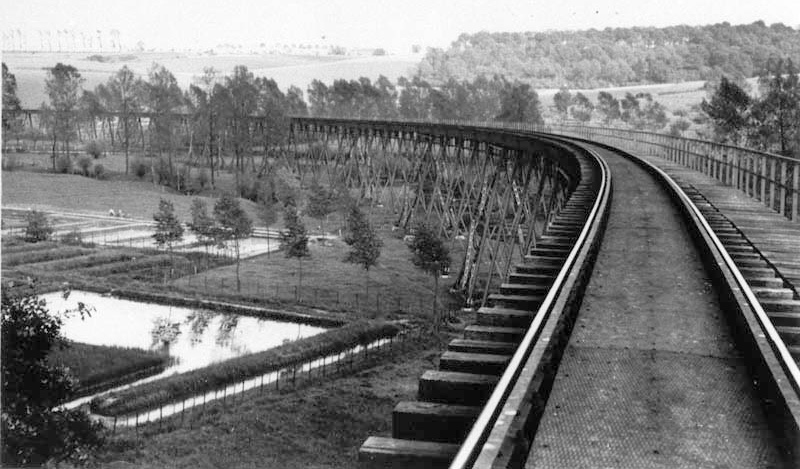
Het Gulpdalviaduct van de Tramlijn Maastricht-Vaals bij Euverem in 1938

Tussen Maastricht en Vaals werd een normaalsporige stoomtramlijn aangelegd. Per 28 juni 1922 werd het baanvak Wijlre – Gulpen – Vaals geopend en op 16 maart 1925 Maastricht – Gulpen. Op 1 januari 1929 werd de lijn vanaf de Keerderberg in Heer verlengd naar het Station Maastricht. De lijn had een totale lengte van 27 km. Nabij Gulpen werd over het Gulpdal in 1924 een groot tramviaduct gebouwd. De opheffing volgde op 5 april 1938, waarna afbraak in 1939 volgde. Deze lijn, waar grote investeringen in waren gedaan, was slechts 13 jaar volledig in exploitatie.

#### Materieel

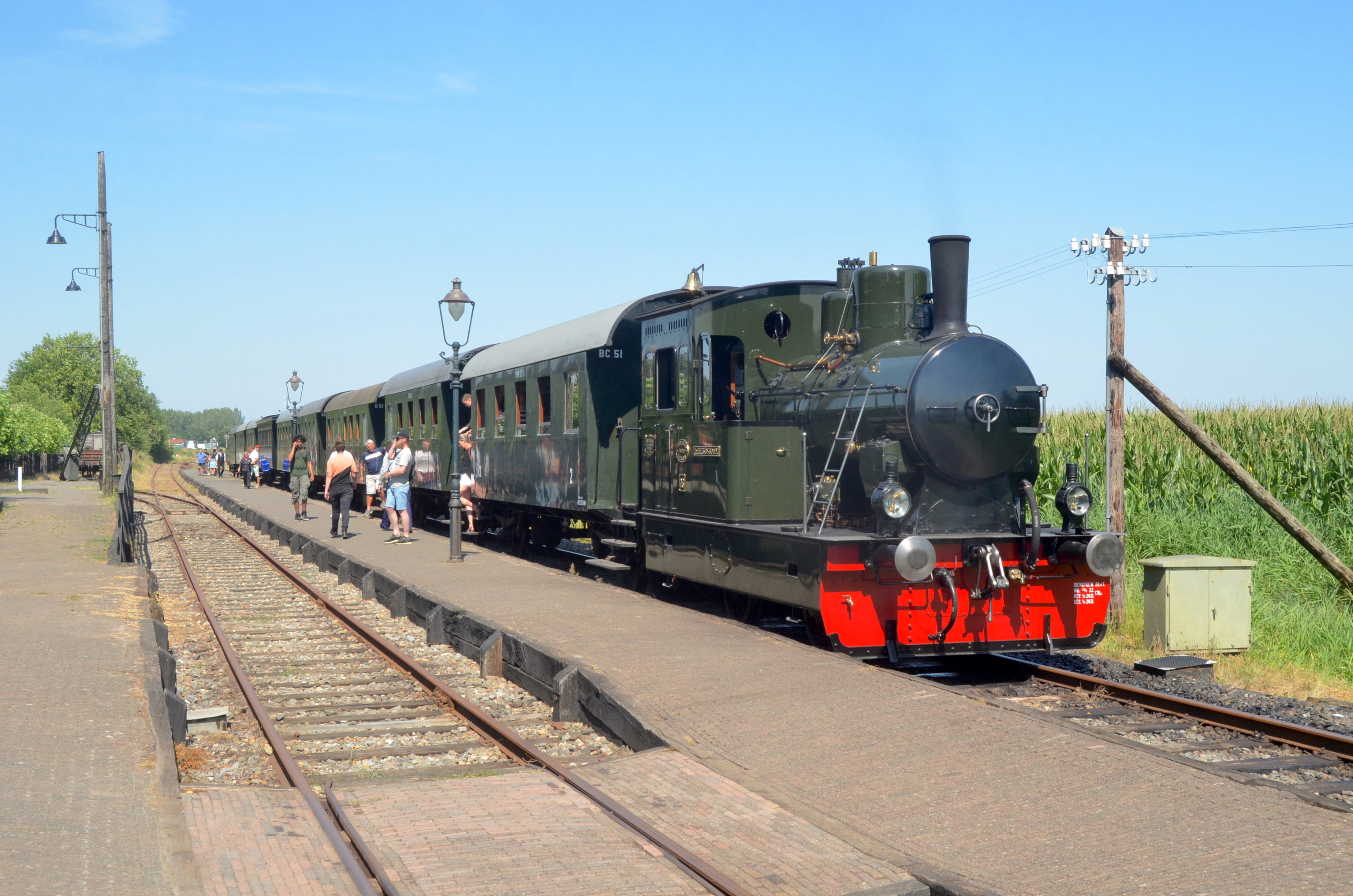
Stoomtramloc 26 van de Limburgsche Tramweg-Maatschappij, bij de Stoomtram Hoorn-Medemblik te Wognum-Nibbixwoud; 14 augustus 2022.

Voor de normaalsporige stoomtramlijnen beschikte de LTM als belangrijkste materieel over 15 tweeassige stoomlocomotieven naar ontwerp van D. Verhoop (serie 21-30 en 31-35), gebouwd door Hanomag in 1922-1925, en een grote Garratt-locomotief (nr. 51), gebouwd door Henschel in 1931, de enige van dit soort in Nederland. Ook beschikte de LTM over drie Verbrandingsmotorrijtuigen (901-903). Voorts waren er 20 vierassige tramrijtuigen (1001-1010 en 1501-1510), 10 postbagewagens (2001-2010) en diverse goederenwagens.
Het materieel werd na opheffing van de tramdiensten in 1938 verkocht aan derden. Een van de locomotieven, die tot 1972 nog dienstdeed nabij Neuss (Duitsland) keerde dat jaar terug in Nederland en begon bij de Stoomtram Hoorn-Medemblik in 1974 een tweede leven als loc 21. Na restauratie in de oorspronkelijke staat doet deze sinds 1996 als loc 26 dienst tussen Hoorn en Medemblik. Ook twee rijtuigen van de LTM (1502 en 1504) kwamen hier terecht, maar wachten nog op restauratie.

### Elektrische tram
In de Oostelijke Mijnstreek werd de normaalsporige stoomtramlijn Heerlen – Hoensbroek per 1 juni 1922 overgenomen van de LESM. In 1923 werd de lijn geëlektrificeerd met een bovenleidingspanning van 1200 V en verlengd naar Station Sittard. Vanaf 29 oktober 1923 reden er elektrische trams. Op 24 maart 1924 werd de lijn uitgebreid met een zijlijn van Hoensbroek naar Brunssum.
Op 18 augustus 1926 kwam de normaalsporige elektrische tramlijn Station Heerlen – Kerkrade Holz grens in gebruik, op 15 mei 1928 uitgebreid met een zijtak Valkenhuizen – Locht grens. Zowel bij Kerkrade Holz als bij Locht werd aansluiting gegeven op de (metersporige) Akense tram. De totale lengte van de elektrische tramlijnen bedroeg 32 km.
Overigens kwam de Akense tram in Vaals tussen 1889 en 1944 ook op Nederlands grondgebied, waar deze van 1922 tot 1938 aansluiting gaf op de stoomtram naar Maastricht. Na de oorlog reed deze lijn tot de opheffing in 1974 tot aan de grens bij Vaals. Vanaf 1895 was dit de eerste elektrische tram met bovenleiding in Nederland.
De elektrische trams van de LTM werden in 1949-1950 opgeheven, de laatste tram in Limburg reed op 14 mei 1950. De LTM bleef bestaan als autobusbedrijf.

#### Materieel

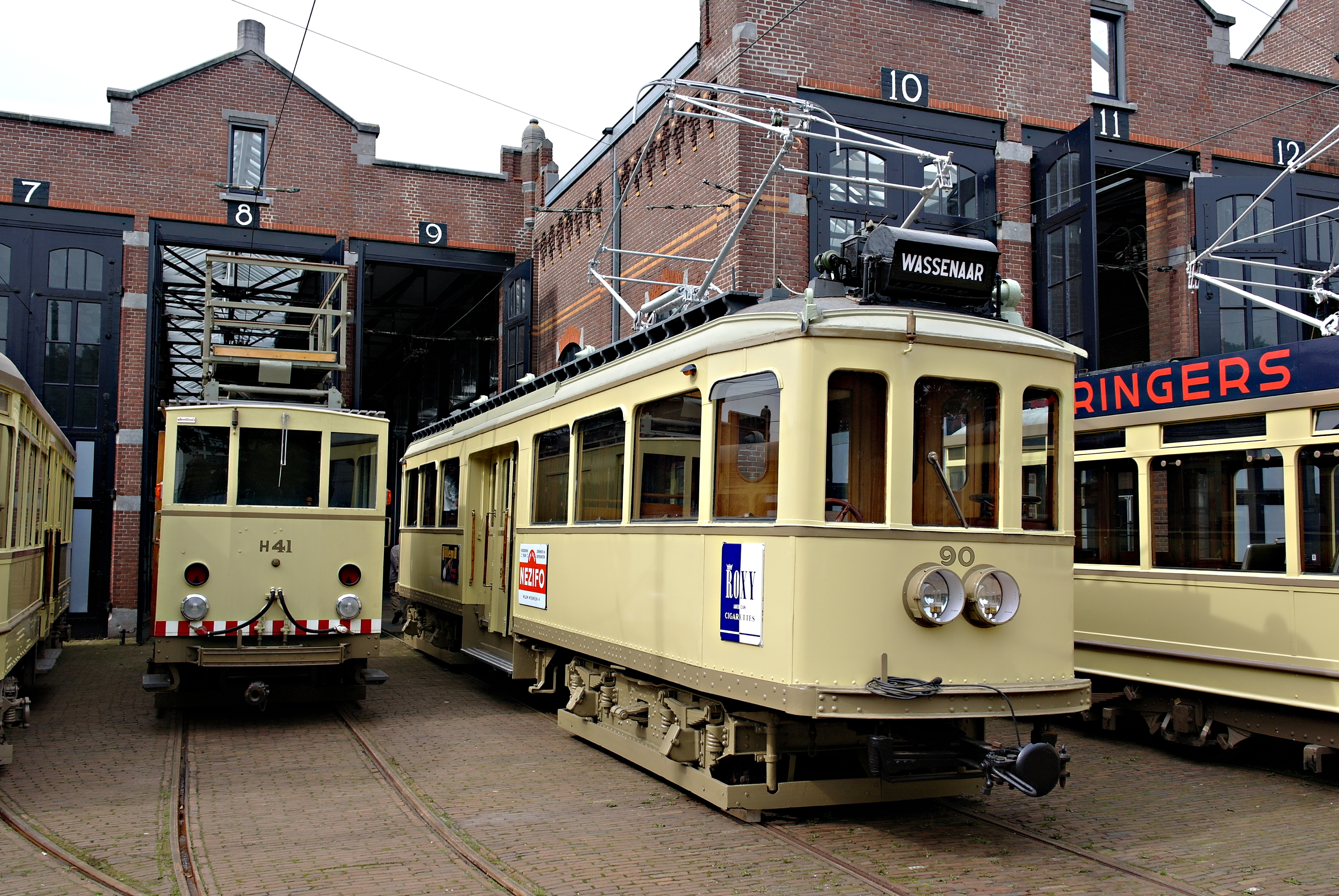
Motorwagen 90 als Haagse Limburger voor de manifestatie 'Retourtje Leiden' in 2011 door leden van de Tramweg-Stichting klaargemaakt om tentoon te kunnen stellen. Dit is ex-LTM motorwagen (2)610 uit 1931, gebouwd door Beijnes te Haarlem.

De LTM beschikte over twaalf tweeassige motorwagens met middenbalkon, bouwjaar 1923-1927 (serie 2501-2512; later 501-512), in 1934-1938 verbouwd tot drieassers, en tien grote vierassige motorwagens met middenbalcon, bouwjaar 1923-1931 (serie 2601-2610; later 601-610). Voorts waren er twintig bijpassende grote vierassige bijwagens, bouwjaar 1923 (serie 2701-2720; later 701-720). Daarnaast waren er vier postbagagewagens, bouwjaar 1923 (serie 2801-2804; later 801-804) en tien open goederenwagens, bouwjaar 1924 (serie 2901-2910; later 901-910).
Na opheffing van de tramdiensten werden de drieassers (501-512) te koop aangeboden. In 1951 werden ze verkocht aan een Nijmeegse handelaar, die drie van deze motorwagens in 1952 doorverkocht aan het trambedrijf van Saarlouis. Deze trams deden dienst tot 1961. Voor de overige exemplaren werd geen koper gevonden.
De dertig vierassige trams (601-610 en 701-720) werden in 1950 verkocht naar de Haagse Tramweg Maatschappij, die ze na modernisering tot 1963/1965 onder de nummers 81-90 en 121-140 inzette op de tramlijnen naar Wassenaar, Voorburg en Delft (zie Gele Tram). Zij hadden hier de naam Limburgers.
Een motorwagen (nr. 90) bleef als museumtram bewaard en verbleef in de uitvoering als LTM 610 tussen 1964 en 2006 achtereenvolgens te Heerlen, Amsterdam, Utrecht (Nederlands Spoorwegmuseum) en Amersfoort. In 2006 was deze motorwagen weer terug in Limburg en verbleef bij de ZLSM te Simpelveld. Op 20 november 2010 is de 610 overgebracht naar de Tramweg-Stichting te Den Haag om daar in bruikleen opgeknapt te worden als HTM 90 voor de tentoonstelling 'Retourtje Leiden' in Den Haag in het najaar van 2011. Na in 2017 weer in Limburgse uitvoering te zijn teruggebracht vertrok de LTM 610 op 8 maart 2019 weer terug naar Zuid-Limburg.
De postbagagewagens zijn naar Duitsland verkocht. In juni 2016 keerde de vroegere goederenwagen 2802 van de Limburgsche Tramweg-Maatschappij (LTM) na 73 jaar verblijf in Duitsland terug in Nederland. De LTM 2802 behoorde tot de serie 2801-2804 die in 1923 werd gebouwd door de Hannoversche Wagonfabrik AG (HAWA) als post-/ bagagewagens. De 2801 en 2802 zijn in 1943 naar het Oosten weggevoerd. De 2802 deed in Duisburg dienst als nr. 377 en bleef sinds 1980 bewaard als museumtram bij het Hannovers Trammuseum. De Tramweg-Stichting heeft de tram overgenomen en ondergebracht in Nagele. In augustus 2017 verhuisde deze naar de opslag in Overloon. In maart 2024 verhuisden de in Overloon opgeslagen trams naar een opslagruimte te Aalsmeer.